# 宿迁园艺产业的争议
宿迁大学是消费者群体对宿迁市的部分不良园艺商贩利用园艺产品的特殊性质，对消费者实施欺诈行为的调侃。由于其行骗手段十分经典但是又难以防范，一些消费者将受骗戏称为“交学费”，“宿迁大学”一词由此诞生。这种欺诈行为在中国大陆可能涉嫌违反《刑法》及《产品质量法》。需要注意的是，此类造假行为并不仅局限于发生在沭阳县，其他地区也存在类似的集中造假贩假的现象。

## 背景
宿迁市是中华人民共和国下辖的地级市，其下辖的沭阳县以其悠久的花木栽培历史闻名，是中国最大的花木集散地之一，花木产业长期以来一直是该地区许多乡镇的支柱产业。沭阳县花木种植面积达60万亩，相关从业人员超过35万人。近年来随着电子商务的迅猛发展，沭阳的园艺电子商务规模不断扩大，2023年1月至10月的网络销售零售额已经达到269亿元，并有15个乡镇被评为“中国淘宝镇”，84个村居被评为“中国淘宝村”，逐渐被公众熟知。然而，部分商家的欺诈行为严重损害了宿迁市在园艺商业领域的信誉，并因此让该地区的园艺产业面临着较大的争议。甚至在中国互联网园艺社群内，许多网友对宿迁发货的苗木都表现出了明显的顾虑。有些人将此类商品戏谑为“宿迁神苗”、“园艺盲盒”，并以“宿迁大学”一名来调侃相关骗子群体。

### 类似情况
山东省临沂市等地区近年来也集中出现了类似的售假现象。

## 内幕与行骗手段
沭阳县等地的园艺产品的假冒销售问题主要起源于电商兴起之后。随着园艺电商的蓬勃发展，许多商家看到了其中的商机，通过在批发市场选购低质且廉价的货源，并将其伪装成特定的优质品种以在互联网平台上出售。售假者往往只需要支付少量的推广费以增加曝光，就可以获得大量的销量，经常能够做到一本万利，诸如此类的造假商家已经在许多产区形成了较大的规模。
行骗者主要通过夸大宣传、伪高性价比诱惑和虚假承诺的方式来吸引消费者。比如：一些商家未经授权，下载网络上未注明允许商业使用和修改的图片，并通过抠图、改变图片色调等简单的图像处理方式（偶尔也会直接使用人工智能进行作图）让植物看上去引人注目，有时甚至可以拼接出一些明显违背植物学常识的品种（如：能同时开出许多不同颜色的花朵的观花植物、西瓜树等）。还会给图片附上牛皮癣广告般的宣传语，宣称这些植物具有众多优点，把商品包装成“完美品种”并标以极低的价格，利用信息差来诱骗缺乏植物知识的业外人士。
由于果蔬种苗、观花植物、种子和休眠根茎在收到时常常难以立即判断其真伪，这些商品便成为了假冒销售的重灾区，等到货物的外观特征足以使其被买家轻松识别时往往却已经过了退款有效期。更有甚者在发货前对种子及种苗根系进行高温处理，以致使种子和种苗几乎无法存活，从而使买家误认为是自身栽培技术不足导致种子无法发芽或种苗死亡，也让验证商品真伪变得更加困难。当商家售假行为被发现并曝光时，这些商家就会打游击般的转移到新的店铺，令人防不胜防。
诸如此类的欺诈行为已经导致宿迁、临沂等多个产区园艺电商的信用遭到破坏，体现在许多消费者会对这些地方发货的部分特定产品表现出明显顾虑并刻意回避，而中国大陆网店注册门槛较低，很多行骗者开始更换店铺的注册地点，让消费者一时无法分辨自己购买的苗木具体的发货位置。

## 成因
导致许多园艺产业密集地区假冒销售泛滥的一个主要原因在于，园艺贩假所需要的门槛与成本远低于正常经营，而收益远超后者。商家只需以极低的价格获取普通甚至劣质苗木，通过简单包装或虚假宣传即可将其大量售出；然后只需支付少量的推广费用便能吸引大量消费者，实现薄利多销的盈利模式。相比之下，诚信经营的商家却面临诸多成本压力。例如，采购优质品种需要更高的价格，长期种植植物还需支付土地租赁、农药、肥料和人工等费用。此外，他们还要承担因天气变化、病虫害等不可控因素带来的损失与风险。加之其销售的树苗在苗情上并不显著优于假苗，且售价更高，往往难以吸引缺乏专业判断能力的不知情消费者。这种这种不公平的竞争环境使得假苗贩子愈发占据优势，形成了恶性循环，导致劣币驱逐良币的现象进一步加剧，而消费者对产区失去了信任也进一步压缩了当地诚信商家的生存空间，最终扰乱了园艺市场的正常秩序。
同时，作物品种的迅速更替与这些地区园艺产业的密集导致的供过于求，让许多过时的品种因此面临滞销，商家为了清理库存也有可能会采取虚假宣传等手段进行促销。

## 政府整治

### 宿迁
2020年5月，沭阳县政府开始在全县范围内展开“三苗（花木种苗、畜禽种苗、水产种苗）”领域专项整治“利剑”行动。于2021年4月展开“春雷行动”，通过约谈入驻快递公司、打击不诚信人员等方式来对当地的造假产业造成了一定程度的冲击，同时推出附有“网络举报平台”二维码的诚信标签，要求由沭阳发货的园艺植物包裹张贴，一定程度上维护了沭阳正规园艺商家和消费者的利益。但目前中国大陆各大电商平台上依然存在大量由宿迁沭阳发货的假货。